# Contea di Miller (Arkansas)
La contea di Miller, in inglese Miller County, è una contea dello Stato dell'Arkansas, negli Stati Uniti. La popolazione al censimento del 2000 era di 40 443 abitanti. Il capoluogo di contea è Texarkana.

## Storia
La contea di Miller fu costituita nel 1820.